# Balthasar Caminata
Balthasar Caminata, auch Balthasar Battista Caminada (* 1643 in Umbrien; † 17. Februar 1725 in Bamberg) war ein italienisch-deutscher Baumeister.

## Leben
Balthasar Caminata stammt von Leonardo Caminata ab. Er heiratete 1679 in Waldsassen die Metzgermeisterstochter Anna Maria Hager. Durch deren Schwester, Maria Elisabeth Hager, war er mit Georg und Leonhard Dientzenhofer verschwägert. Zusammen mit der Familie Dientzenhofer ließ er sich in Bamberg nieder. Er war zunächst Polier bei Leonhard Dientzenhofer, bevor er als Architekt eigene Werke schuf.

## Werke
Folgende Arbeiten konnten bisher nachgewiesen werden:
- 1679: Kloster Waldsassen (in Zusammenarbeit mit Leonhard Dientzenhofer)
- 1686: Kloster Ebrach (1. Bauphase mit Leonhard Dientzenhofer)
- 1707: Mariä Himmelfahrt, Memmelsdorf
- 1718: Torhaus, Rattelsdorf